# 塔拉索纳德瓜雷尼亚
塔拉索纳德瓜雷尼亚，是西班牙卡斯蒂利亚-莱昂萨拉曼卡省的一个市镇。 总面积29平方公里，总人口420人（2001年），人口密度14人/平方公里。